# Inch'Allah : l'islamisation à visage découvert
Ne doit pas être confondu avec Inch'Allah (journal intime).
Inch'Allah : l'islamisation à visage découvert, sous-titré une enquête spotlight en Seine-Saint-Denis est un livre-enquête dirigé Gérard Davet et Fabrice Lhomme, publié chez Fayard en 2018.
Le livre a été pensé et dirigé par les deux journalistes d'investigation du quotidien Le Monde. Ils ont piloté une cellule d'enquête avec cinq étudiants du Centre de formation des journalistes. Les auteurs crédités en couverture ne rédigent que la préface, le corps du livre étant dû à des élèves en journalisme non rémunérés : Ivanne Trippenbach, Célia Mebroukine, Romain Gaspar, Hugo Wintrebert et Charles Delouche. 
Le livre est construit autour de 21 personnes auxquelles les jeunes journalistes consacrent chacune un chapitre. Certaines personnes interrogées réfutent toutefois ensuite le portrait qui est dressé d'eux. C'est le cas de la directrice d'école Véronique Decker et d'une responsable administrative de l'université Paris-VIII, Martine Roman.

## Critiques
Dans un article commun, Mediapart et le Bondy Blog jugent assez négativement le livre. Certaines informations présentées comme inédites sur un bar de Sevran ou la surveillance des employés de l’aéroport de Roissy ne le sont pas, regrettent des clichés ou des lieux communs, l'absence de portrait social de la Seine-Saint-Denis et des inégalités territoriales dont elle est l'objet, tout en appréciant certains passages : « Ils exposent les dysfonctionnements des services de renseignement, qui ont privé la Seine-Saint-Denis de surveillance de l’islamisme radical entre 2010 et 2013, selon le témoignage accablant de l’ancien directeur du Service territorial du renseignement du département. (...) Ce chapitre reste le plus instructif de l'ouvrage ». Les faits rapportés à l'université Paris-VIII semblent émaner d'une conversation téléphonique tronquée avec une responsable administrative de l'établissement, Martine Roman, qui dénonce « une manipulation », non suivie d'une enquête de terrain.
Pour Faïza Zerouala et Nassira El Moaddem, de Mediapart, « les lecteurs reçoivent cette collection d’anecdotes sans jamais pouvoir en tirer du sens. Aucun sociologue ou historien n’intervient jamais pour injecter un peu de perspective à ce chapelet d’histoires à la temporalité floue », Davet et Lhomme revendiquant de ne pas se faire « des nœuds au cerveau ». L’islam narré dans l'enquête est relié au sunnisme, mais ignore sa diversité : « rien sur l’islam turc ou les islams pratiqués par les habitants de la Seine-Saint-Denis venus d’Afrique noire ou du sous-continent indien : Pakistan, Inde, Bangladesh… ». Le mot « islamisation », privilégié par les auteurs à celui d’islamisme, est plus flou, ce qui permet « le mélange entre les demandes légitimes de citoyens de confession musulmane à pratiquer décemment leur religion et les cas marginaux d’islamisme radical et d’extrémisme. (...) Tout est mis sur le même plan : la volonté de ne pas manger de gâteau contenant de la gélatine de porc — ce qui reste le droit le plus strict des consommateurs, y compris végétariens — vue comme un signe de raidissement religieux au départ en Syrie d’un jeune Sevranais, en passant par l’absence des élèves à l’école en raison des fêtes de l’Aïd (...) ou [la fermeture d'une] boucherie-charcuterie traditionnelle de Saint-Denis ».
Le journaliste des Inrockuptibles Pierre Bafoil relève lui aussi que des faits présentés comme inédits (comme le fait de pénétrer dans un dépôt de bus de la RATP) ont déjà été traités par d'autres journalistes : « on est bien loin de l'enquête "spotlight" vendue par les deux journalistes d'investigation » (le terme spotlight se veut une référence à l'enquête d'investigation menée dans les années 2000 par le quotidien américain The Boston Globe). L'authenticité du barbecue annuel des policiers du département à Vaujours où la viande halal dominerait et où des policiers auraient refusé tout contact avec des collègues féminines, rapporté dans la préface de l'ouvrage et dans laquelle les auteurs pensent voir une « islamisation de la police », est démentie tant par l'administration de la police que par les syndicats policiers et les familles des agents,. L'hebdomadaire relève des faits préoccupants rapportés par l'ouvrage comme ces poupées sans visage car « seul Allah peut créer » dans des locaux d'enseignement privés, mais regrette l'accumulation de faits de nature différente et sans mise en perspective ni contextualisation sociale : « aucun mot sur la fuite des services publics, ni sur les associations prises entre le marteau de la pauvreté et l'enclume de la religion. Une ou deux simples références au trafic de shit endémique ou à la violence, notamment aux Beaudottes (Sevran), l'un des lieux décortiqués par le livre, qui pourtant explique qu'une partie de la population se réfugie dans la religion ».
Le Point juge que l'ouvrage est instrumentalisé autant par ceux que l'on qualifie d'« islamogauchistes » que ceux qu'on qualifie d'« islamophobes ». Il relève néanmoins l'intérêt du témoignage de la préfète déléguée pour l'égalité des chances Fadela Benrabia, au sujet d'une forme de pression sociale : « La population a complètement été transformée. Les Blancs s'en vont, les Arabes non musulmans ou complètement intégrés dans le creuset républicain s'en vont aussi. Restent massivement ceux qui acceptent de vivre avec pas de charcuterie, pas de possibilité pour les femmes de se promener dans l'espace public ».

## Ventes
Moins d'un mois après la parution du livre, ce dernier aurait été imprimé à 50 000 exemplaires selon l'éditeur. Réédité cinq fois, il figurait alors parmi les 20 ouvrages les plus vendus.